# Arthur Böttcher
Jakob Ernst Arthur Böttcher (ur. 13 lipca 1831 w Bausce, zm. 10 sierpnia 1889 w Dorpacie) – niemiecki lekarz patolog, fizjolog i anatom. 

## Życiorys
W 1856 otrzymał tytuł doktora medycyny na Uniwersytecie w Dorpacie po przedstawieniu dysertacji na temat unerwienia ślimaka. Kontynuował studia w Niemczech, Francji i Austrii. W 1862 otrzymał katedrę patologii ogólnej i anatomii patologicznej na macierzystej uczelni. Od 1871 do 1877 był redaktorem czasopisma „Dorpater Medicinische Zeitschrift”.

## Dorobek naukowy
Zajmował się głównie anatomia struktur ucha. na jego cześć nazwano komórki Böttchera w narządzie Cortiego. Inne eponimy związane z Böttcherem to przewód Böttchera (ductus utriculosaccularis), zwój Böttchera, przestrzeń Böttchera, włókna Charcota-Böttchera.

## Wybrane prace
- Observationes microscopicae de ratione qua nervus cochleae mammalium terminator, 1856
- Beitrag zur Frage über den Gallertkrebs der Leber[1]. (1858)
- Mittheilung über einen bester noch unbekannten Blasenwurm, 1862
- Farblose Krystalle eines eiweissartigen Körpers aus dem menschlichen Sperma dargestellt[2] (1865)
- Seltene angeborene Formanomalie der Leber. Berlin, 1865
- Ueber Structur und Entwickelung der als "Schlauchknorpelgeschwulst, cylindroma" etc. bekannten Neubildung. Berlin 1867
- Ueber die Entwickelung und Bau des Gehörlabyrinths nach Untersuchungen an Säugethieren, 1869 Theil 1. Dresden : Blochmann, 1869
- Zur Anatomie der xiphopagen Doppelbildungen. Dorpat, 1871
- Kritische Bemerkungen und neue Beiträge zur Litteratur des Gehörlabyrinths, 1872
- Ueber einen Fall von Doppelmissbildung : nach der Beschreibung des Eugen Haarmann berichtet. Dorpat, 1874
- Neue Untersuchungen über die rothen Blutkörperchen, 1876